# Copris signatus
Copris signatus là một loài bọ cánh cứng trong họ Bọ hung (Scarabaeidae).